# Carlo Maria Martini
Carlo Maria Martini, S.J. (Torí, 1927 - Gallarate, 2012) va ser un jesuïta i bisbe italià, elevat a cardenal el 1983. Biblista i exegeta, va ser arquebisbe de Milà entre 1979 i 2002. A més de ser un home de cultura teològica era també un home de diàleg entre les religions, especialment amb el judaisme, als quals li agradava anomenar els "germans grans". Va rebre el sobrenom del "cardenal del diàleg".
Martini ingressà a la Companyia de Jesús el 1944 i va ser ordenat prevere el 1952. El seu nomenament com a arquebisbe de Milà el 1980 va ser estrany, car els jesuïtes tradicionalment no són nomenats bisbes. Es trobava a l'ala liberal dins la jerarquia de l'Església. Patí d'una forma estranya de la malaltia de Parkinson, es retirà com a arquebisbe el 2002 i es traslladà a l'Institut Pontifici de Jerusalem. Va morir al "Aloisianum", l'escola jesuïta de Gallarate, prop de Milà.
Hores després de la seva mort, el diari italià Corriere della Sera publicà la seva darrera entrevista, on descrivia l'Església com «200 anys endarrerida». «La nostra cultura s'ha fet gran, les nostres esglésies són grans i estan buides, i la burocràcia de l'Església creix. L'Església ha d'admetre els seus errors i començar un canvi radica, començant pel Papa i els bisbes. Els escàndols de pedofília ens obliguen a prendre un camí de transformació.»

## Biografia

### Inicis: sacerdot i biblista
Nascut el 15 de febrer de 1927 a Orbassano, província de Torí (Piemont), fill de Leonardo Martini d'Orbassano i d'Olga Maggia. Va ser batejat una setmana després de néixer a la parròquia de la Immaculada Concepció al Borgo Sant Donato, el barri on va transcórrer la seva infància i l'adolescència.
Ja de jove desenvolupà un interès vers la Bíblia: «Vaig començar a buscar a les biblioteques de Torí una traducció italiana del Nou Testament completa. Vaig trobar edicions dels Evangelis, però era difícil trobar una edició completa del Nou Testament traduït del grec. La vaig trobar només després de molta recerca. Jo tenia llavors prop d'onze o dotze anys.»
El 1944, amb 17 anys, entrà a formar part de la Companyia de Jesús a la casa dels jesuïtes a Cuneo. Va cursar els estudis a l'Istituto Sociale de Torí i va ser ordenat sacerdot el 13 de juliol 1952 a Chieri, a l'església de Sant Antoni, de mans del cardenal Maurilio Fossati, arquebisbe de Torí. Martini completà els seus estudis de filosofia a la Casa d'Estudis dels Jesuïtes de Gallarate (província de Milà), i teologia a la facultat de teologia de Chieri.
Sobre la seva vocació, posteriorment diria que:
| « | He de posar dos moments: un el de la meva elecció religiosa, que es remunta a una època llunyana; és la primera intuïció que Déu és tot i tot el que puc demanar. Jo vivia a l'entorn dels jesuïtes, i vaig descobrir la seva completa dedicació, i ho sentia com l'arrel de cada decisió possible. Però m'adono que després de molts anys he redescobert una mica com l'aspecte evangèlic, el que significa portar la bona notícia als pobles del món. Fins a aquesta revelació, vaig viure l'aprenentatge, l'enviament dels gestos de memòria i formes de ser, llavors vaig trobar una més personal, que va començar com una font d'aigua. | » |

Obtingué el doctorat en teologia fonamental el 1958, per la Pontifícia Universitat Gregoriana de Roma amb una tesi titulada "El problema històric de la Resurrecció als estudis recents", on explorava els problemes de la narració de la Resurrecció. El 1959 realitzà el seu primer viatge a Terra Santa, visitant diversos jaciments arqueològics com a investigador.

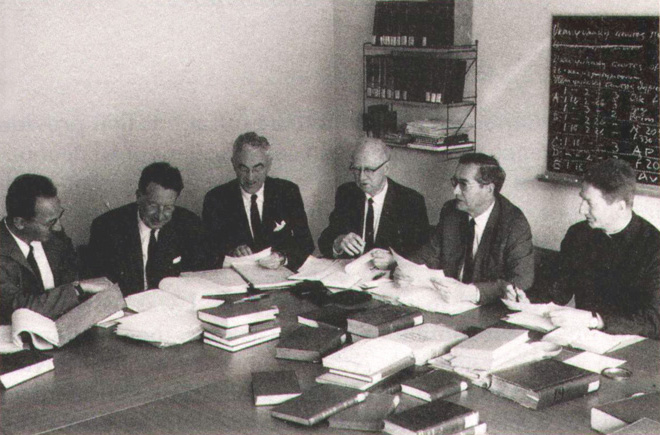
El comitè per la publicació del "Nou testament grec" als anys 60.

El 1964 s'encarregà d'una nova edició del Nou Testament en grec i llatí. Després d'haver ensenyat a la facultat de teologia de Chieri, tornà a Roma i, el 1966 es graduà summa cum laude en Sagrada Escriptura pel Pontifici Institut Bíblic amb la important tesi sobre l'evangeli de Lluc "El problema de la recensionalitat del codex B a la llum del papir Bodmer XIV", publicada aquell any. Prosseguí amb els estudis en Sagrada Escriptura, sempre al Pontifici Institut Bíblic, on el 1962 se li assignà la càtedra de crítica textual i el 29 de setembre de 1969 va ser nomenat rector, càrrec que mantindria fins al 1978. com a rector realitzà nombroses visites a Jerusalem, esdevenint amic de Shemaryahu Talmon, rector de la Universitat Hebraica de Jerusalem, amb qui començaria una sèrie de col·laboracions, arribant a un programa d'intercanvi cultural en el qual els estudiants italians (amb preferència els religiosos) van poder estar un semestre d'estudis a la universitat de Jerusalem, pel millor coneixement del món i la cultura hebraica, programa vigent 30 anys després del seu naixement.
En aquesta època va ser un dels cinc estudiosos reunits en un comitè internacional encarregat de la realització d'una nova edició crítica del Nou Testament Grec. Martini va ser l'únic membre catòlic i l'únic italià del comitè constituït per investigadors de les diverses confessions cristianes.
Entre 1974 i 1980 formà part de la Pontifícia Comissió Bíblica internacional. El 18 de juliol de 1978 el Papa Pau VI el nomenà rector magnificus de la Pontifícia Universitat Gregoriana, succeint el pare Hervé Carrier. Durant la quaresma d'aquell any va ser convidat pel Papa a predicar en el retir anual al Vaticà. Posteriorment va ser nomenat Canceller de la Gregoriana.

### Arquebisbe de Milà

#### Els primers anys
| «                                                               | La joia més gran? Els vint-i-dos anys com a bisbe a Milà. | » |
| — Carlo Maria Martini entrevistat per Aldo Maria Valli al 2011. |                                                           |   |

Nomenat arquebisbe de Milà el 29 de desembre de 1979 pel Papa Joan Pau II, va rebre la consagració episcopal a la basílica de Sant Pere el 6 de gener de 1980 de mans del mateix Papa, amb l'arquebisbe Eduardo Martínez Somalo i el bisbe Ferdinando Maggioni servint com a co-consagradors. El 10 de febrer de 1980 va fer l'ingrés a peu a la diòcesi ambrosiana, dient "Vinc de lluny, com Pau, vacil·lant", succeint el cardenal Giovanni Colombo. Tot i que va ser el seu primer nomenament diocesà, va ser un dels més llargs i en una de les seus més preeminents.
El 2001, recordant el seu ingrés a Milà a la carta pastoral "Sulla tua parola", va escriure:
| «                                 | Em reconec en la confessió de Pere: "Senyor, allunyat que sóc un pecador" (Lc 5,8); vaig experimentar una sensació d'indignitat i confusió, vaig sentir tota la meva fragilitat i insuficiència, però em va mantenir la confiança que Déu no abandonaria el seu deixeble. Vaig sentir com a pròpies les paraules d'Isaïes, escoltades a la primera lectura d'aquesta missa «Ai de mi! Estic perdut! Jo, que sóc un home de llavis impurs» (Is 6,5), paraules tan properes a la declaració de Pere. Em sentia, però, en el més profund del meu cor, que Jesús m'estava dient, d'una nova manera, allò que va dir a Pere: «No tinguis por; d'ara endavant seràs pescador d'homes» (Lc 5,10), Després de més de vint anys, sento la profunda necessitat de donar gràcies a Déu perquè la promesa s'ha acomplert més enllà de totes les meves expectatives. | » |
| — Carta pastoral Sulla tua parola | |   |

Des de l'inici la seva activitat pastoral es va caracteritzar per la recerca del contacte personal amb totes les realitats humanes de la diòcesi, en passejades solitàries a la vida ciutadana, arribant a celebrar el seu primer aniversari servint la sopa al refugi als sense sostre del refugi fratel Ettore sota l'Estació Central. Tornà al fratel Ettore el 2000, dos anys abans de saludar la ciutat.
El 1980, en el seu primer any com a bisbe, el jutge Guido Galli i el periodista del Corriere della sera Walter Tobagi van ser assassinats per les Brigades Roges. Els va celebrar el funeral i, al mateix temps, va acceptar batejar les dues bessones de Giulia Borrelli, terrorista de Prima Linea empresonada per haver disparat un home.

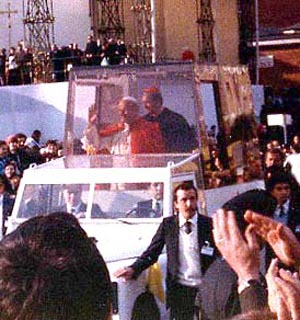
Carlo Maria Martini, arquebisbe de Milà i recent creat cardenal, rebent a la capital llombarda el Papa Joan Pau II al 1984.

Al novembre d'aquell any inicià a la diòcesi la pràctica de l'Escola de Paraula, basada en la Lectio divina, per ensenyar a «llegir un text bíblic usat a la Litúrgia, per gaudir-lo a la pregària i aplicar-lo a la pròpia vida.»
Moltes vegades, durant els primers anys, va estar a punt de renunciar davant el pes de la responsabilitat. En aquell període va treballar molt. A vegades també marxà en secret per visitar les famílies necessitades de la ciutat, aturant-se per sopar amb ells, servint la taula i netejant els plats. També aprofità el breu període d'anonimat, car a l'inici pràcticament era un desconegut, per poder passejar per la ciutat o anar a comprar el diari.

#### Els anys del terrorisme
El 2 de febrer de 1983, el Papa Joan Pau II el va nomenar cardenal amb el títol de Cardenal prevere Santa Cecilia. El lema que escollí pel seu escut d'armes és "Pro veritate adversa diligere" (Per l'amor de la veritat, triem situacions adverses).
El 1983 va ser triat com a interlocutor dels militants de Prima Linea en una conferència d'organitzacions va tenir lloc a la presó Le Vallete de Torí, on estaven reclosos la major part dels implicats al maxiprocesso que va celebrar-se contra l'organització, els quals decidiren lliurar les armes a petició de l'arquebisbe. El 13 de juny de 1984, un desconegut es presentà a l'arquebisbat de Milà davant el secretari de Martini i deixà sobre la taula tres bosses que contenien les darreres armes de l'organització terrorista. Segons Sergio Segio, «aquell gest generós de Martin segurament accelerà el final de la lluita armada i contribuí a donar esperança i un nou projecte per a milers de joves empresonats.»
El novembre de 1986 va tenir lloc la gran convenció diocesana a Assago sobre el tema "Farsi prossimo", on es llançà la iniciativa de les Escoles de formació a la vida social i política. Al Sínode Mundial dels Laics, també aquell any, va tenir una intervenció molt dura sobre la degeneració dels moviments, sobre l'auto-respecte a l'Església (per a Martini, el poder i l'Evangeli sempre són incompatibles, si no irreconciliables).

#### La càtedra dels no creients i el diàleg amb l'Islam
El 1986 esdevingué president del Concili de les Conferències Episcopals Europees, càrrec que va mantenir fins al 1993. El 1987 començà la iniciativa, conclosa el 2002, de la "'Càtedra dels no creients", lloc de trobada i de diàleg entre els cristians i els no creients, llançada amb la intenció d'arribar a tots els pensadors sense distinció de credo.
En el Discurs a la Ciutat tradicional del Dia de Sant Ambrós del 1990 va sorprendre a tots els presents dedicant tota la intervenció al tema de la relació civil i espiritual entre els milanesos i l'islam. Recomanà a la societat civil davant la necessitat d'integració, que transmetés amb força als nouvinguts la consciència de no ésser capaç d'apel·lar als principis de la llei islàmica i de les seves facultats legals per obtenir espai en un règim específic de laïcitat, instant a l'acceptació i el diàleg.
El 1993, Helmut Kohl va ser convidat per Mino Martinazzoli i Pierluigi Castagnetti a Itàlia. El Canceller posà com a condició un sopar a l'arquebisbat, durant el qual Kohl i Martini van parlar tota l'estona de teologia, no de política, i en alemany. El canceller alemany va quedar tan fascinat del cardenal italià que considerà a Martini com un cardenal seriosament papabile i un dels pastors més conscients i preparats per fer front a aquella immensa tasca.
El 4 de novembre de 1993 Martini convocà el 47è sínode diocesà de Milà, que va concloure el 1995.

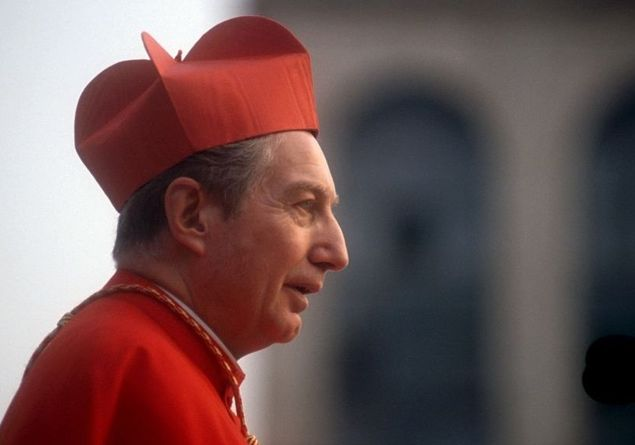
El cardenal Martini al 2006

Màxim propulsor de l'ecumenisme entre les diverses esglésies i confessions cristianes catòliques, sol·licità a Milà la fundació del Consell Ecumènic de les Esglésies Cristianes. Alhora va promoure en una audaç comparació respecte al magisteri de diàleg entre el cristianisme i el judaisme que marcà un punt d'inflexió no només a Milà i a Itàlia, sinó que a Europa i a Occident; en aquest camp trobà la plena col·laboració i adhesió d'intel·lectuals com Paolo De Benedetti i del Rabí en cap de Milà Giuseppe Laras.

#### Cap al 2000
| «                                                 | Litúrgia i vida espiritual, catequesi i evangelització, diàleg i servei de caritat han de conèixer un nou impuls en l'any jubilar, motivat per un encontre renovat amb la bellesa de Déu, experimentant en aquesta mena de viatge a Tabor que es aquest any 2000. | » |
| — Carta pastoral Quale bellezza salverà il mondo? | |   |

El 1997 presidí les celebracions del setzè centenari de la mort de Sant Ambròs, patró de l'arquebisbat de Milà. A l'octubre del 1999 participà com a membre del Sínode de bisbes europeus. En aquest sínode evocà el "somni d'una Església jove" i proposà la creació d'un nou concili per discutir sobre els problemes més espinosos, com la situació de la dona a la societat i a l'Església, la qüestió de la sexualitat i la participació dels laics a la disciplina catòlica del matrimoni.
El 23 de novembre del 2000, el Papa Joan Pau II el nomenà acadèmic honorífic de la Pontifícia Acadèmia de les Ciències.
També el 2000 va néixer el Nadal dels Esports, una celebració tradicional molt desitjada per Martini, que volia que per la vigília de Nadal es reunís al voltant de l'arquebisbat tot el món esportiu diocesà, professional o no.
El 7 de desembre de 2000 inaugurà el Museu diocesà de Milà, situat al Pavelló de Sant'Eustorgio, part de l'antic convent dominic, restituït a la ciutat després d'un llarg període de restauració.

### Arquebisbe emèrit
| «                     | Ara hom pot preguntar-se què faré en haver complert 75 anys i haver exercit el ministeri episcopal durant 22 anys i 7 mesos, que és pràcticament el temps que serví en aquesta Església el meu més gran predecessor Sant Ambròs, a l'ombra del qual m'he volgut situar com el darrer dels seus deixebles. El que m'estic preparant per fer podria explicar-ho en dues paraules: una que indica la novetat i l'altra que indica la continuïtat. | » |
| — Carlo Maria Martini | |   |

L'11 de juliol de 2002 el Papa va acceptar la dimissió per haver sobrepassat el límit d'edat, presentada d'acord les disposicions del Codi de Dret Canònic en haver complert els 75 anys. A la càtedra d'Ambròs va ser succeït pel cardenal Dionigi Tettamanzi. Aquell mateix any va rebre durant la cerimònia del lliurament de l'Ambrogino d'oro la Gran Medalla d'Or de la ciutat de Milà.

#### El període a Jerusalem
Entre 2002 i 2007 el cardenal Martini va residir principalment a Jerusalem, on va reprendre els seus estudis bíblics: amb 75 anys tornà al papir Bormer, un dels manuscrits bíblics més antics que han sobreviscut, que conté la Primera i la Segona cartes de Pere. Van ser, llavors, anys d'intensa pregària per la pau, durant el període més dur de la Segona intifada.
El desig tan fort de tornar a Jerusalem va ser explicat per Martini en el transcurs d'una entrevista concedida a "Il mio novecento", un programa de la RAI, on va dir que corria el risc de ser, literalment, enterrat a Terra Santa. Li va passar als pous d'El Gib, del temps del rei Salomó d'Israel, descoberts feia poc pels arqueòlegs:
| « | La terra començà a caure i em vaig sentir rodar al pou. Vaig tenir un pensament molt clar: com de maco seria morir a Terra Santa. Ell em va donar una gran calma, sense agitar-me, vaig posar les mans a terra i em vaig quedar a terra, de manera que vaig poder ser salvat. Vaig sortir pràcticament il·lès i amb la idea que aquella era la meva terra. | » |

En aquells anys, tots els vespres, després de la missa que celebrava al Pontifici Institut Bíblic, la residència dels jesuïtes, es trobava personalment amb molts pelegrins. Solia passejar amb un panamà blanc i un bastó per la ciutat antiga, entre la Porta de Damasc i la de Jaffa, un itinerari que feia sovint per anar de la casa dels biblistes jesuïtes fins a la basílica del Sant Sepulcre.
Com a cardenal elector, ja amb 78 anys, participà en el conclave de 2005 que elegí com a papa el cardenal Joseph Ratzinger, amb el nom de Benet XVI. Els mitjans el van senyalar com un dels cardenals papabili, amb el suport de l'ala progressista del col·legi cardenalici., tot i que segons diversos comentaristes creien que la seva elecció era poc possible, donada la seva reputació com a liberal i la seva aparent fragilitat. No obstant això, segons informà La Stampa, va obtenir més vots de durant la primera elecció (40 contra 38). Segons una narració del conclave feta anònimament per un cardenal i recollida pel vaticanista Lucio Brunelli, el cardenal Martini va tenir menys suport del que s'esperava (mai no hauria superat la dotzena de vots) i el duel hauria estat entre els cardenals Ratzinger i Bergoglio.
El 15 de febrer de 2007, en ocasió del vuitantè aniversari del cardenal Martini, basant-se en les disposicions del motu proprio Ingravescentem Aetatem de Pau VI, va perdre tots els càrrecs de la Cúria Pontifícia i el dret a entrar al Conclave.
El 27 de juliol de 2007, amb l'article «Amo il latino, però...», publicat a les pàgines culturals del diari Il Sole 24 ore criticà el motu proprio Summorum Pontificum del Papa Benet XVI, on obria les portes a un retorn de la litúrgia llatina era criticat com un tancament vers el Concili Vaticà II, afirmant que no tornaria a celebrar en llatí, tot i conèixer-la prou bé com per poder-la fer servir per predicar, l'ús de l'italià havia millorat la vida i la comunió dels fidels i la comprensió de la paraula de Déu.
Com a record dels anys passats a Jerusalem i pel seu compromís amb el diàleg amb el món jueu, a la riba del llac de Tiberíades hi ha un bosquet dedicat a ell, inaugurat al juny del 2013.

#### La tornada a Itàlia

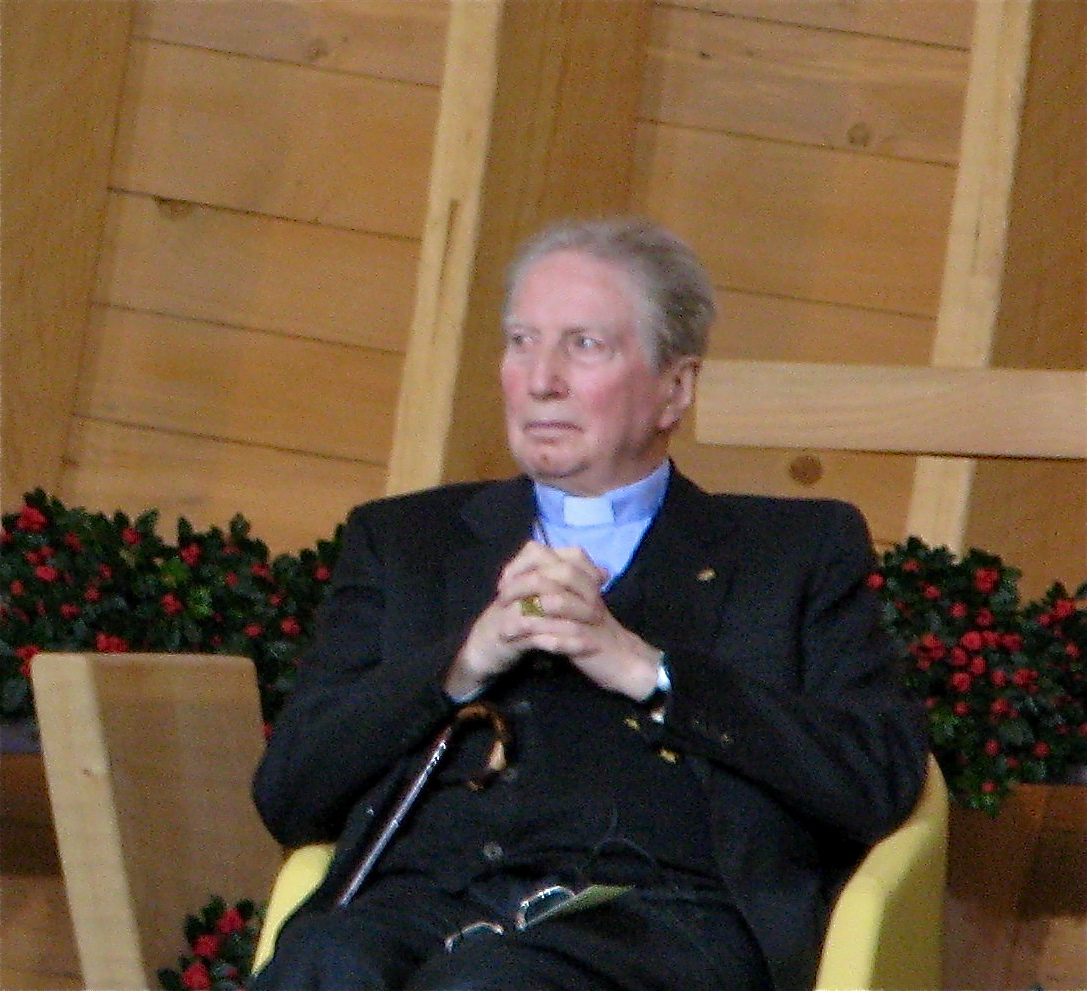
Carlo Maria Martini a la Universitat Vita-Salute San Raffaele al 2010.

Tornà a Itàlia definitivament el 2008 i va instal·lar-se prop del Aloisianum, la casa dels jesuïtes a Gallarate, on havia estudiat de jove, per tractar-se la malaltia de Parkinson, de la qual estava afectat i que ràpidament en va constriure al silenci i a la immobilitat.
Des del 28 de juny de 2009 el cardenal s'encarregà d'una columna mensual dedicada a la fe al diari italià Corriere della Sera, responent a les preguntes dels lectors. Va mantenir aquesta col·laboració fins al 24 de juny del 2012.
Al març del 2010, amb relació a l'escàndol de la pedofília a l'Església catòlica, algunes agències i diaris van informar del seu pronunciament favorable al replantejament de l'obligatorietat del celibat clerical. En un comunicat de premsa emès per l'arquebisbat de Milà, però, van negar aquestes declaracions explicant que «calia conjugar l'obligació del celibat amb els escàndols de violència i abusos sexuals a menors».

### La malaltia i la mort
| «                                                 | He fet les paus amb la idea d'haver de morir quan em vaig adonar que sense la mort no hauriem tornat a fer un acte de confiança en Déu. Del fet a cada elecció exigint tenir sempre sortides d'emergència. En canvi, la mort ens obliga a confiar totalment en Déu. | » |
| — El cardenal Martini reflexionant sobre la mort. | |   |

El cardenal Martini va patir la malaltia de Parkinson prop de setze anys. No ho va mantenir amagat, sinó que ho declarà obertament i durant els darrers anys participà en conferències sobre la seva malaltia.
El 2008, després de sis anys a Jerusalem, tornà a Itàlia. El retorn al seu país no estava vinculat a la malaltia, considerant que la seva condició de salut encara era discreta. Als darrers anys les seves visites i els seus compromisos es van reduir per la impossibilitat de comunicar-se fàcilment: per parlar va haver de recórrer a un petit amplificador i necessitava ajudants. No obstant això, el 2 de juny de 2012 va poder trobar-se amb el Papa Benet XVI, en visita a Milà per la VII Trobada Mundial de les Famílies, per a una breu xerrada en una saleta de l'arquebisbat. Malgrat la malaltia mai no va abandonar les seves intervencions als mitjans de comunicació tocant temes d'actualitat i sovint en desacord amb les opinions del Vaticà.
Al maig del 2012, el seu amic rabí va anar a saludar-lo, acomiadant-se d'ell prenent-li el cap amb les mans i recitant en hebreu la benedicció sacerdotal; en acabar, Martini va reunir les seves forces i el beneí en la mateixa forma.
Des de mitjans d'agost de 2012, el cardenal Martini ja no podia empassar i se li va aplicar un tractament mèdic agressiu. El 30 d'agost el cardenal Angelo Scola, successor a l'arquebisbat de Milà, va anunciar públicament l'empitjorament de la salut de Martini i va convidar a pregar per ell. Va morir l'endemà a les 15:45.

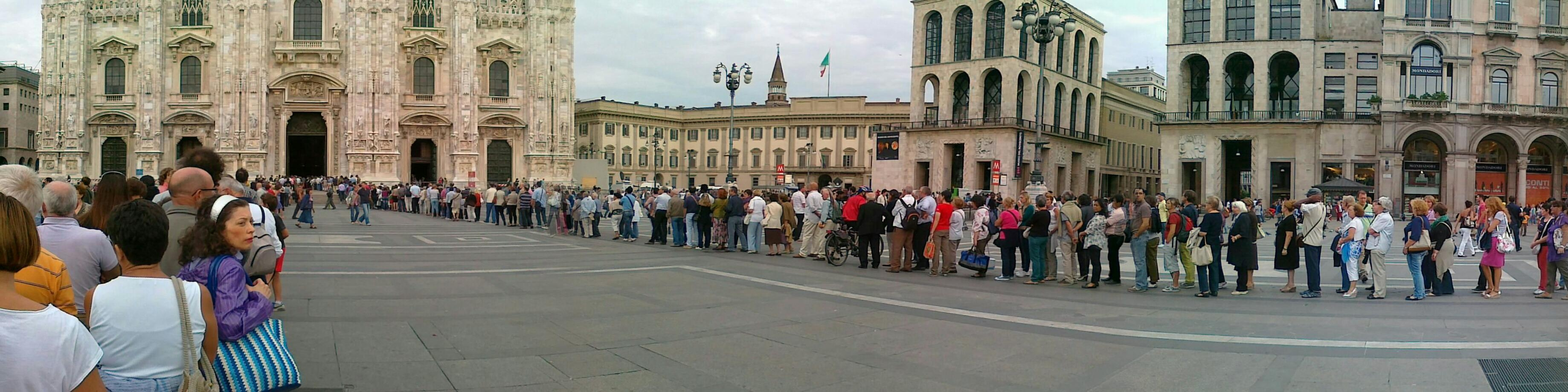
Les dues fileres de persones entrant al Duomo per retre el darrer homenatge al cardenal Martini.

El cos del cardenal Martini, revestit amb la casulla de la missa de Resurrecció, amb la creu pectoral, la mitra, el bàcul pastoral i el pal·li, va ser dipositat el dissabte 1 de setembre sota l'altar major del duomo de Milà. Fins dilluns a la tarda, més de 200.000 persones van passar davant la capella ardent a la catedral, oberta nit i dia, formant dues llargues fileres que partien des de la plaça de la Scala. D'acord amb l'agència de notícies Zenit, al missatge de condol el Papa Benet XVI lloà la força de Martini durant la lluita contra la seva malaltia, el seu llarg servei com a Arquebisbe de Milà i el seu treball com a investigador de la Bíblia. L'alcalde de Milà, Giuliano Pisapia, encapçalà els tributs dient que «Carlo Maria Martini il·luminà el camí per a tota la ciutat, no només per a una part d'ella. Per aquest motiu, avui més que mai, Milà està de dol pel seu Arquebisbe.»

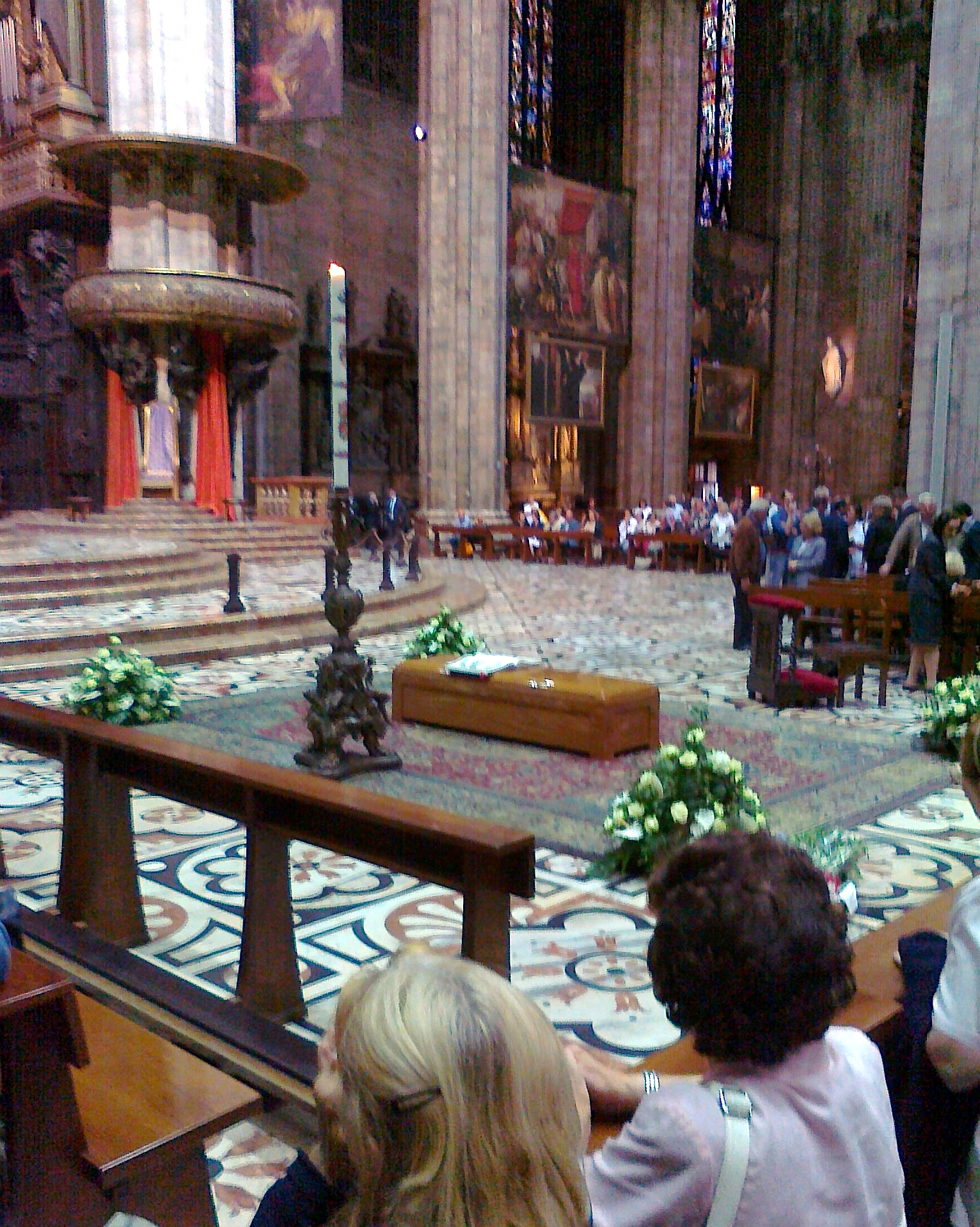
El taüt amb les restes del cardenal exposat als fidels davant de l'altar major de la catedral de Milà

Al funeral, celebrat el 3 de setembre per l'arquebisbe de Milà Angelo Scola seguint el ritu ambrosià, van assistir 21.000 persones, entre les quals hi havia 12 cardenals, 38 bisbes, 1.200 preveres, el President del Consell de Ministres Mario Monti i nombroses autoritats civils, a més de representant d'altres confessions cristianes i de les comunitats jueva i musulmana. En iniciar-se la cerimònia, el representant del Papa Benet XVI cardenal Angelo Comastri llegí un missatge on recordava l'amor de Martini per les Sagrades Escriptures i la disponibilitat per anar a l'encontre de tothom. El mateix dia se celebrà una cerimònia de ritus jueu per la comunitat jueva de Milà.
En acabar el funeral va ser sepultat al Duomo, com tres dels seus predecessors a la seu, Carles Borromeo, Alfredo Ildefonso Schuster i Giovanni Colombo, davant de l'altar del Crucifix de Sant Carles. Per satisfer el desig del cardenal Martini d'haver estat enterrat a Terra Santa, quan es segellà el sepulcre s'hi dipositaren dues bosses de terra de l'Eretz Israel, portades pel rabí Giuseppe Laras i dos pergamins, un en hebreu i l'altre en llatí.
D'acord amb les disposicions testamentàries, els drets d'autor de Martini van ser heretats per la Companyia de Jesús, mentre que els objectes personals van ser llegats a la família i els relacionats amb l'episcopat ho van ser al duomo de Milà.
El 2 de novembre de 2012 el nom de Martini va ser inscrit al Famedio, al costat dels Grans de Milà. En ocasió del primer aniversari de la seva mort es presentà al Papa Francesc la incipient Fundació Carlo Maria Martini.

## Opinions
Sovint es considerà que era un dels cardenals més liberals, assolint una gran fama pels seus escrits. A vegades les seves opinions van ser controvertides, la qual cosa li comportà una gran cobertura mediàtica. En la seva darrera entrevista, poc abans de la seva mort, reclamà grans reformes a l'Església Catòlica, dient que estava «200 anys endarrerida». «La nostra cultura s'ha fet gran, les nostres esglésies són grans i estan buides, i la burocràcia de l'Església creix, els nostres rituals i sotanes són pomposos.»
Martini era conegut per ser "progressista" en qüestions relatives a les relacions humanes, la possible ordenació de dones al diaconat i sobre algunes qüestions bioètiques, notablement sobre l'ús de contraceptius en situacions més complexes.
El pensament del cardenal Martini sempre es caracteritzà per posar sempre en primer lloc la Paraula de Déu, tant en la seva dimensió contemplativa i per pregar com per la seva capacitat de confrontació i diàleg amb les exigències i problemes de la vida quotidiana. Per això, durant els anys del seu mandat tractà a fons els temes del treball, la justícia, la solidaritat i la tolerància. Va ser un dels principals defensors de la necessitat de l'Església Catòlica de dialogar amb les altres religions i amb els no creients.

### La situació de l'Església moderna
Al llibre Colloqui notturni a Gerusalemme, publicat el 2009, afirmà la necessitat d'una reforma de l'Església.
| « | En una època vaig tenir somnis sobre l'Església. Una Església que segueix el seu propi camí en la pobresa i la humilitat. Una Església que no depèn dels poders d'aquest món. Una Església que deixa espai perquè les persones que són capaços de pensar de manera més oberta. Una Església que dona coratge, especialment a aquells que se senten petits o pecadors. Somiava amb una Església jove. Avui ja no tinc aquests somnis. Després de 75 anys em vaig decidir a pregar per l'Església. | » |

Per un altre costat, en la seva darrera entrevista del 8 d'agost de 2012, Martini analitzà la situació de l'Església afirmant que:
| « | L'Església està cansada, a l'Europa del benestar i a Amèrica. La nostra cultura ha envellit, les nostres esglésies són grans, les nostres cases religioses estan buides i l'aparell burocràtic de l'Església creix, els nostres rituals i els nostres hàbits són pomposos. Aquestes coses, però, expressen el que som avui? […] L'Església s'ha quedat 200 anys enrere. Per què no et sacseges? Tenim por? Por en comptes de coratge? | » |

Buscà els motius sense fugir-ne, sense immutar-se per la institució sagrada, trobant exemples i possibles remeis contra aquesta soca:
| « | Ens trobem com aquell jove ric que marxà trist quan Jesús el cridà per fer-lo deixeble seu. […] Busquem homes que són lliures i més propers al proïsme. Com ho eren el bisbe Romero o els màrtirs jesuïtes d'El Salvador | » |

#### Dominus Iesus
El 2000, criticà la declaració de la Congregació per a la doctrina de la Fe Dominus Iesus segons la qual l'Església Catòlica és l'única Església de Crist, i descrivia el document com a "teològicament dens, salpebrat amb cites i no pas senzill de comprendre"

#### La col·legialitat dels bisbes
Martini reclamava una major col·legialitat en el govern de l'Església i demanava una contínua reflexió sobre l'estructura i l'exercici de l'autoritat eclesiàstica.

#### El paper de la dona a l'Església
Martini demostrà un desig d'una recerca teològica sobre qüestions relatives a la sexualitat humana i al paper de la dona a l'Església i expressà el seu suport a l'ordenació de diaconesses.

#### Sacramentum Caritatis
Al març del 2007 criticà obertament l'actitud de les autoritats de l'Església; mentre parlava a la basílica de la Nativitat de Betlem davant una congregació d'uns 1.300 visitants, remarcà que «L'Església no dona ordres». Martini afirmà que «és necessari escoltar els altres, i quan parlem fer servir paraules que entenguin». Aquestes afirmacions van ser uns dies després que el Papa Benet XVI publiqués l'exhortació apostòlica Sacramentum Caritatis. Alguns interpretaren aquest document com una temptativa d'infuenciar els polítics catòlics, particularment en un moment en què el govern italià estava intentat aprovar una legislació oferint reconeixement legal als matrimonis homosexuals.

#### Treball social
Va promoure combatre les malalties socials, sovint reclamant una major acció social per assistir socialment els desfavorits. Martini desitjava que l'Església revifés "un foc que crema al cor" dels homes i dones d'avui.

#### Escoles catòliques
Martini va ser un gran seguidor de les escoles catòliques i en moltes ocasions parlà en favor de la contribució de l'estat a les escoles catòliques. Va dir que una hora a la setmana d'ensenyament de la religió catòlica als instituts italians no era suficient i que calia incrementar el temps dedicat a l'ensenyament religiós a les escoles.

### La posició sobre l'homosexualitat
Martini expressà en diverses ocasions una posició que va ser molt comentada, i era d'una obertura cap al reconeixement de les parelles homosexuals. En particular, en una discussió amb Ignazio Marino, afirmà que «No hi ha mal en el fet que dos homosexuals que tinguin una certa estabilitat en la convivència i que en aquest sentit l'estat podria afavorir-los. No comparteixo la posició d'aquells que, a l'Església, tenen un problema amb les unions civils.»
Martini expressà també una avaluació de la relació problemàtica entre parelles del mateix sexe, preveient, per a ells, que segons la doctrina catòlica de la qual mai es va desviar en aquest tema, una simple
| « | amistat duradora i lleial entre dues persones del mateix sexe. L'amistat sempre s'ha tingut en gran honor en el món antic, potser més que avui dia, encara que s'entenia sobretot en el context de la superació de l'esfera purament física que he esmentat anteriorment, per ser una unió de ments i cors. Si s'entén com a "donació sexual", llavors no es pot, pel que sembla, veure's com un model de vida familiar com pot ser una família reeixida. Aquesta última té una gran i incontestada utilitat social. Altres models de la vida no poden ser de la mateixa manera, i sobretot, no es realitza d'una manera tal com per ofendre les creences de molts. | » |

Martini també va afirmar que ell no es va atrevir mai va pensar a posar en pràctica mesures per a la discriminació contra les parelles o persones homosexuals, o demanar a l'Estat a fer el mateix. Aquesta posició va ser confirmada àmpliament en el seu darrer llibre, Il vescovo:
| « | Enfocant-ho iguament, el Bisbe d'avui ha de tenir per a les persones homosexuals, per a les quals, en l'enteniment que l'Escriptura condemna aquest comportament, ha d'escoltar i comprendre, avançant cap a una amistat espiritual: l'Esperit Sant portarà consell, cas per cas, de manera que què és millor per a la persona que té al davant. | » |

#### Unions de parelles homosexuals
Martini expressà, però, contrarietat vers el matrimoni homosexual:
| « | La parella homosexual, en quant tal, no podrà mai ésser equiparada en tot al matrimoni i per un altre costat no crec que la parella heterosexual i el matrimoni hagin de ser defensats o recolzats per mitjans extraordinaris | » |

 també afirmà que podia entendre (tot i que no necessàriament aprovar) les desfilades d'orgull gai quan donaven suport a la necessitat d'autoafirmació.
Al seu llibre "Credere e conoscere", publicat poc abans de la seva mort, Martini mostrà el seu desacord vers el magisteri catòlic contra les unions civils homosexuals.
| « | Estic en desacord amb les posicions d'aquells que a l'Església discrepen amb les unions civils. […] No és dolent, en canvi del sexe casual entre homes, que dues persones tinguin certa estabilitat. […] I l'estat pot reconeixe'ls. | » |

### Contracepció
A l'abril del 2006, en resposta a una pregunta molt específica del metge i polític Ignazio Marino, director del Centre de Trasplantaments de l'Hospital Universitari Thomas Jefferson de Filadèlfia, Martini opinà que en certs casos, l'ús del condó pot ser acceptable senyalant que «en certes ocasions pot ser un mal menor». Senyalà el cas particular de parelles casades on un dels quals té el VIH o la SIDA. Però ràpidament senyalà que una cosa és el principi del mal menor en certs casos, i una altra molt diferent el tema que ha de transmetre aquestes coses en públic, de manera que no correspon a les autoritats de l'Església donar suport l'ús de condons en públic, a causa de «el risc de promoure una actitud irresponsable». L'Església és més probable que donin suport altres mitjans moralment sostenibles, com l'abstinència. En una altra situació el cardenal senyalà que «crec que el magisteri de l'Església no s'ha expressat bé... confio que trobarem alguna fórmula per expressar millor les coses, de manera que el problema és una comprensió millor i més adaptats a la realitat», atorgant-li una reputació de tenir una visió liberal vers la contracepció.

### Les adopcions per part de solters
Sobre les adopcions per part de solters afirmà que «en mancar una família formada per home i dona amb saviesa i maduresa, fins i tot a altres persones, a entre solters, podria donar lloc a algunes garanties essencials. Jo no, per tant, estaria tancat a una oportunitat.»

### La posició sobre l'inici i el final de la vida humana

#### L'inici de la vida humana
La posició de Martini sobre l'inici d'una vida humana distinta durant la fertilització dels oocists va ser reprès per diversos funcionaris del Vaticà.

#### Sobre l'avortament
Sobre la qüestió de l'avortament Martini manifestà comprensió pels que decideixen fer una elecció, tot i que no acabava d'aprovar:
| « | Crec que cada persona ha de ser respectada, potser després de molta reflexió i patiment, en aquests casos extrems segueix en la seva consciència, tot i que si decideix fer alguna cosa que jo em sento capaç d'aprovar. | » |

#### Sobre l'eutanàsia
Ignazio Marino, que va discutir durant molt temps sobre temes bioètics amb Martini, va escriure que el cardenal havia trobat a la lectura del Cohèlet indicacions de reflexió sobre aquest argument, afirmant que el text bíblic convida a acceptar els límits de la nostra consciència, indica que també vivim el final de la vida i que hom té el dret a renunciar a l'atenció valorada com a "desproporcionada, com l'alimentació artificial".
El cardenal Martini va dir:
| « | No puc ni vull condemnar les persones que cometen un acte així davant la petició d'una persona reduïda a l'extrem i per pur sentiment d'altruisme. No obstant això, és important distingir bé entre les accions que donen la vida a les que donen la mort. I aquestes darreres mai no poden ser aprovades. | » |

Segons Martini, l'eutanàsia és:
| « | Un gest que intenta escurçar la vida, causant positivament la mort. Com a tal és innaceptable. En cas contrari, però, cal considerar el cas del tractament mèdic agressiu o l'ús de procediments mèdics desproporcionats i sense esperança raonable d'èxit. | » |

Martini sempre sol·licità l'elaboració d'una normativa que permetés la possibilitat del rebuig a l'assistència i de l'altra protegir el metge d'acusacions eventuals, com d'homicidi o de suïcidi assistit. Al seu escrit Dialogo sulla vita, publicat a L'Espresso a l'abril de 2006, va sostenir que l'eutanàsia:
| « | Mai no es pot aprovar. Però no per condemnar, les persones que fan aquest gest davant la demanda d'una persona reduïda a l'extrem i per pur sentiment d'altruïsme. La conservació de la vida humana física no és per sí el principi principal i absolut. Sobre això està el principi de la dignitat humana. | » |

#### El dret a rebutjar tractament
El cardenal Martini, parlant sobre el dret a morir, va dir que «els malalts terminals han de tenir el dret a rebutjar tractaments i que els metges que els assisteixen han d'estar protegits per llei.» En el magisteri moral catòlic es diu que cal aplicar tractaments "ordinaris", però no "extraordinaris". La distinció va ser la base de la declaració de la congregació de la Doctrina de la Fe el 1980, segons la qual «quan la mort inevitable és imminent tot i els mitjans emprats, és permès en consciència prendre la decisió de rebutjar formes de tractament que només asseguren una precària i costosa prolongació de la vida, sempre que les cures normals degudes al malalt en casos similars no s'interrompeixin.» Segons el Catecisme de l'Església Catòlica, «La interrupció de tractaments mèdics onerosos, perillosos, extraordinaris o desproporcionats als resultats pot ser legítima». El mateix Martini rebutjà el tractament mèdic en avançar la seva malaltia.

### La transmissió del VIH
Al col·loqui amb el professor Marino, publicat el 21 d'abril de 2006 a L'Espresso, afirmà que les xifres sobre la difusió del virus de la immunodeficiència humana provoquen angustia i desolació:
| « | Al nostre món occidental és molt difícil adonar-se del gran patiment que hi ha a d'altres països. Després d'haver visitat personalment alguns, he estat testimoni d'aquest patiment, suportat per la gran majoria amb una gran dignitat i gairebé en silenci. | » |

El cardenal semblà obert a la possibilitat de l'ús dels profilactics per la limitació del virus:
| « | Hem de fer tot el possible per lluitar contra la SIDA. Certament, l'ús dels preservatius pot constituir en certes situacions un mal menor. Després està la situació particular dels conjugues, un del qual està infectat per la SIDA. Un està obligat a protegir a l'altre, que també ha de poder protegir-se. | » |

També s'interrogà més centralment per la responsabilitat per part de les institucions religioses si facilitarien aquesta metodologia en comptes d'un comportament més responsable:
| « | La qüestió és si convé que siguin les autoritats religioses a propagar un mitjà de defensa, quan creien que la resta de mitjans moralment sostenibles, inclosa l'abstinència, sigui posat en segon pla, mentre que sigui possible que es promogui una actitud irresponsable. | » |

Finalment, va concloure que l'avaluació en cadascun dels casos permetria una lluita més eficaç de la síndrome, evitant una actitud no responsable.
| « | Crec que la prudència i la consideració de les diverses situacions locals permetrà a cadascun contribuir efectivament a la lluita contra la SIDA sense amb aquest gest afavorir el comportament no responsable. | » |

## La relació amb Joseph Ratzinger
El biblista Carlo Maria Martini i el teòleg Joseph Ratzinger sempre van mantenir una relació cordial. Martini deia al seu escrit on comentava l'elecció al Soli Pontifici de Ratzinger que coneixia l'obra de Ratzinguer del període contestatari per la lectura del seu assaig "Introducció al Cristianisme", que es va convertir en la guia de recopilació d'idees en la confusió d'aquells anys, trobant el tema de l'incrèdul com que "potser és cert", que posteriorment el portaria a crear la "Càtedra dels no creients". Durant la seva estada a Múnic escoltà una conferència seva va quedar bocabadat per l'audàcia de barrejar en una lliçó catedràtica referències a la vida concreta i a la realitat local. Es van conèixer personalment a Roma durant l'agost de 1978, quan en morir Pau VI el llavors arquebisbe de Múnic passà a la Capital la setmana del preconclave.
Com a biblista dedicà alguns comentaris als dos volums de l'obra "Jesús de Natzaret", de Benet XVI.
El 29 de juliol de 2007 en una entrevista a les pàgines culturals del diari econòmic Il Sole 24 ore, Martini criticà el motu proprio Summorum Pontificum pel qual el Papa Benet XVI liberalitzà la celebració de la missa amb el ritu tridentí, apreciant però la «voluntat ecumènica d'anar a l'encontre de tots» mostrada pel Papa.
El darrer encontre amb Benet XVI va ser el 2 de juny de 2012, en ocasió de la visita a Milà del Pontífex per la Trobada Mundial de les Famílies.

## Obres
Els escrits de Martini són nombrosos: van des de la investigació bíblico-exegètica, la publicació dels informes de conferències i convencions, escrits pastorals, la transcripció de meditacions donades a recessos i exercicis espirituals, etc.
És l'únic prelat italià al qual ha dedicat un Meridian l'editorial Mondadori.
- Il problema storico della Risurrezione negli studi recenti, Roma, Libreria Editrice dell'Universita Gregoriana, 1959.
- Poesie, Milà, U. Mursia A.P.E. Coricelli, 1961.
- Il Vangelo di S. Giovanni. Problemi generali di introduzione e di teologia, con Mauro Laconi, Treviso, Editrice Trevigiana, 1962.
- Il messaggio della salvezza. Corso completo di studi biblici, I, Introduzione generale, con Piero Bonatti, Torino-Leumann, Elle Di Ci, 1964.
- Atti degli apostoli, a cura di e con Nereo Venturini, Venècia, Missioni, 1965.
- Il problema della recensionalità del codice B alla luce del papiro Bodmer XIV, Roma, Pontificio Istituto Biblico, 1966.
- Gli esegeti del tempo di Galileo, in Nel quarto centenario della nascita di Galileo Galilei, Milà, Vita e Pensiero, 1966.
- I Vangeli. Storia o leggenda?, Roma, AVE, 1968.
- Se non vi manterrete fedeli non resterete salvi, in Il cristiano e la vita di fede, Roma, AVE, 1970.
- Farsi prossimo. La carità, oggi nella nostra società e nella Chiesa, Milà, Centro Ambrosiano di Documentazione e Studi religiosi, 1975.
- L'itinerario spirituale dei dodici nel Vangelo di Marco, Roma, Centrum Ignatianum Spiritualitatis, 1976.
- Gli esercizi ignaziani alla luce di S. Giovanni, Roma, Centrum Ignatianum Spiritualitatis, 1976.
- Gli esercizi ignaziani alla luce di S. Matteo, Cagliari, Società poligrafica sarda, 1977.
- Gli esercizi spirituali di S. Ignazio alla luce di S. Luca, Roma, Stella matutina, 1977.
- Riflessioni pastorali sul giorno del Signore, amb altres, Leumann, Elle Di Ci, 1977.
- Vita di Mosè, vita di Gesù, esistenza pasquale, Roma, Centrum Ignatianum Spiritualitatis, 1979.
- La dimensione contemplativa della vita. Lettera al clero e ai fedeli dell'Archidiocesi ambrosiana per l'anno pastorale 1980/81, Milà, Centro Ambrosiano documentazione e studi religiosi, 1980.
- L'evangelizzatore in San Luca. Meditazioni, Milà, Ancora, 1980.
- Il nostro cammino sacerdotale. Lettera dell'Arcivescovo al clero per il giovedì santo 1980. "Dalla coscienza battesimale alla coscienza presbiteriale", Milà, Centro ambrosiano di documentazione e studi religiosi, 1980.
- La parola di Dio alle origini della Chiesa, Roma, Università Gregoriana Editrice, 1980.
- Parola di Dio e vita quotidiana, Torino, Marietti, 1980. ISBN 88-211-8509-5.
- Il problema storico della risurrezione negli studi recenti, Roma, Libreria editrice dell'Università Gregoriana, 1980.
- Il Vangelo secondo Giovanni nell'esperienza degli esercizi spirituali, Roma, Borla, 1980.
- Il vangelo alle sorgenti. Meditando ad Assisi il Discorso della Montagna, Milà, Ancora, 1990. ISBN 88-7610-332-5
- Il vino nuovo. Meditazioni per le famiglie, Casale Monferrato, Piemme, 1992. ISBN 88-384-1772-5
- Il discorso della montagna. Meditazioni, Milà, Mondadori 2006. ISBN 88-04-56158-0
- Liberi di credere. I giovani verso una fede consapevole, Milà, In dialogo, 2009. ISBN 978-88-8123-546-9
- Conversazioni notturne a Gerusalemme. Sul rischio della fede, intervista di Georg Sporschill, Milà, Mondadori, 2008. ISBN 978-88-04-58391-2
- Le ali della libertà. L'uomo in ricerca e la scelta della fede. Meditazioni sulla Lettera ai Romani, Milà, Piemme, 2009. ISBN 978-88-566-0552-5
- Qualcosa di così personale. Meditazioni sulla preghiera, Milà, Mondadori, 2009. ISBN 978-88-04-59468-0
- Siamo tutti nella stessa barca (con Luigi Maria Verzé), Milà, Editrice San Raffaele, 2009. ISBN 9788886270908
- Una parola per te, Milà, Editrice San Raffaele, 2010. ISBN 9788896603048
- Ricerca e carità. Due voci a confronto su scienza e solidarietà (amb Giulio Giorello), Milà, Editrice San Raffaele, 2010. ISBN 9788896603208
- Le ragioni del credere. Scritti e interventi, a cura de Ferruccio Parazzoli, Marco Garzonio, Damiano Modena i Virginio Pontiggia, Milà, Mondadori, 2011. ISBN 9788804611271
- Il vescovo, Torino, Rosenberg & Sellier, 2011. ISBN 9788878851382
- Parlate con il cuore, Milà, Rizzoli, 2012. ISBN 9788817060844
- Vi porto nel cuore, Alba, Edizioni San Paolo, 2012. ISBN 9788821576799

## Honors
Gran Creu de Cavaller de l'orde al Mèrit de la República Italiana – 10 d'octubre de 1986
 Premi Príncep d'Astúries de Ciències Socials – 2000
Premiolino, de reconeixement periodístic – 2010

### Acadèmics
Doctor honoris causa en ciències de l'educació pel seu programa pastoral sobre l'educació presentat a la carta pastoral Educare ancora del 1988 – Pontifícia Universitat Salesiana de Roma, 17 de gener de 1989
 Doctor honoris causa en ciències de l'educació per la Universitat Catòlica del Sagrat Cor de Milà, 11 d'abril de 2002
 Doctor honoris causa per la qualitat superior de la seva obra d'investigador i dels seus escrits pastorals, de la seva guia sòlida i incessant a l'Església i la seva guia espiritual i preocupació per tots, creients i no creients – Universitat Catòlica de Terra Santa, Betlem, 24 de juny de 2005
 Doctor honoris causa en filosofia per la Universitat Hebrea de Jerusalem, 11 de juny de 2006
 Doctor honoris causa en medicina per la Universitat Vita-Salute San Raffaele de Milà, 13 d'octubre de 2006